# Homalotylus albitarsus
Homalotylus albitarsus är en stekelart som beskrevs av Charles Joseph Gahan 1910. Homalotylus albitarsus ingår i släktet Homalotylus och familjen sköldlussteklar. Inga underarter finns listade i Catalogue of Life.